# Carlina acaulis
El card cardener, cardiguera, carlina borda, cardigassa o escardassa, (Carlina acaulis) (el seu nom científic significa Carlina sense tija) és una espècie de card dins la família asteràcia. És originària de les regions de clima alpí del centre, orient i del sud d'Europa. Als Països Catalans només es troba als Pirineus i al Montseny, i en aquestes zones viu dels 1.100 als 2.450 m d'altitud.
El nom científic descriu com el seu capítol floral resta directament damunt la roseta de fulles basal.
Les seves bràctees inferiors són liguliformes, d'un blanc argentí o més o menys rosaci, els papus fan de 12 a 14 mm. Les fulles són espinoses i pinnatolobades que creixen en una roseta d'uns 20 cm de diàmetre. Les flors es produeixen en grossos capítols (uns 10 cm de diàmetre) de floretes blanc-platejades al voltant d'un disc central. Quan el temps és humit el capítol es tanca per tal de protegir el pol·len, el qual pot quedar inutilitzat amb l'aigua. És tradicional veure aquest fenomen com un presagi de pluja. Floreix, a Catalunya, entre agost i octubre.
Prefereix els sòls calcaris i les pastures seques.

## Usos
El seu rizoma conté molts olis essencials en particular òxid de carlina que és antibacterià. L'arrel s'havia emprat en medicina herbal com diürètica i contra el refredat comú.
Quan són tendres, el capítol floral es pot menjar com les carxofes.
De vegades es cultiva com a planta de rocalla o com a flor seca per decoració de les cases.
En la tradició dels bascos, se'n diu eguzki lore (flor sol) és un símbol de bona sort i es posa al portal de les cases de camp (baserri). Aquesta tradició també es pot observar en masos
1. 1 2   Flora Europaea: Carlina acaulis.
2. ↑  «Diccionari de la llengua catalana». [Consulta: 7 novembre 2022].
3. ↑  Bolòs i Vigo Flora dels Països Catns
4. ↑  Botany Online. Carlina acaulis, weather clock.
5. ↑  
Florkin, Marcel. Comprehensive Biochemistry.  Elsevier, p. 216.
6. ↑  
Harborne, Jeffrey B. Chemical Dictionary of Economic Plants.  Wiley, p. 12. ISBN 0-471-49226-4.